# Blechnum fraseri
Blechnum fraseri är en kambräkenväxtart som först beskrevs av Allan Cunningham, och fick sitt nu gällande namn av Christian Luerssen. Blechnum fraseri ingår i släktet Blechnum och familjen Blechnaceae. Inga underarter finns listade.